# جسیکا کاگان کوشمن
جسیکا کاگان کوشمن (به انگلیسی: Jessica Kagan Cushman) (زاده ۷ آوریل ۱۹۵۸) طراح جواهر و مد آمریکایی است.